# 타이스 (오페라)

타이스(프랑스어: Thaïs)는 쥘 마스네가 작곡한 3막의 오페라이다. Louis Gallet이 Anatole France의 동명의 소설을 기초로, 대본을 작성하였다. 초연은 1894년 3월 16일 파리에서 미국의 소프라노 가수인 시빌 샌더슨이 표제역을 맡았다.
이야기는 로마가 지배하던 이집트를 무대로, 한 사원의 수도사인 Athanaël이 알렉산드리아의 고급 창부이자, 비너스의 신봉자인 타이스를 기독교로 개종시키려하지만, 그 자신이 허영심에 자극받게 됨을 알게 된다. 이 작품은 종교적인 관능성을 야기한다고 묘사되며, 많은 논란거리의 프로덕션을 낳았다. 작품 중 바이올린을 위한 유명한 Méditation은 2막의 악장 사이에 막이 내려지기 전에 연주되는 entr'acte으로, 가장 자주 연주되는 연주회용 작품이며, 다른 다양한 악기에 의해 편곡되었다.
마농과 베르테르 이후, 타이스는 마스네의 가장 많이 연주되는 오페라이나, 일반 상연 레파토리는 아니다. 타이스 역은 마스네의 다른 여주인공들과 비슷하고, 부르기 어렵기로 악명높아서, 오직 뛰어난 능력을 가진 가수들에게만 이 역이 돌아간다. 근래의 가수로는 캐롤 네블렛, 안나 모포, 비버리 실즈, 레온타인 프라이스와, 가장 최근에는 르네 플레밍이 있다.

## 등장인물
- 타이스 - 고급 매춘부 (소프라노)
- Athanaël - 젊은 수도사 (바리톤)
- Nicias - 귀족, Athanaël의 친구 (테너)
- Crobyle - Nicias의 노예 소녀 (소프라노)
- Myrtale - Nicias의 노예 소녀 (메조소프라노)
- Palémon - 수도사의 지도자 (베이스)
- Albine -대수녀원장 (메조소프라노)
- La charmeuse - 가수, 2막에 잠시 등장한다
- 하인